# Akshaye Khanna

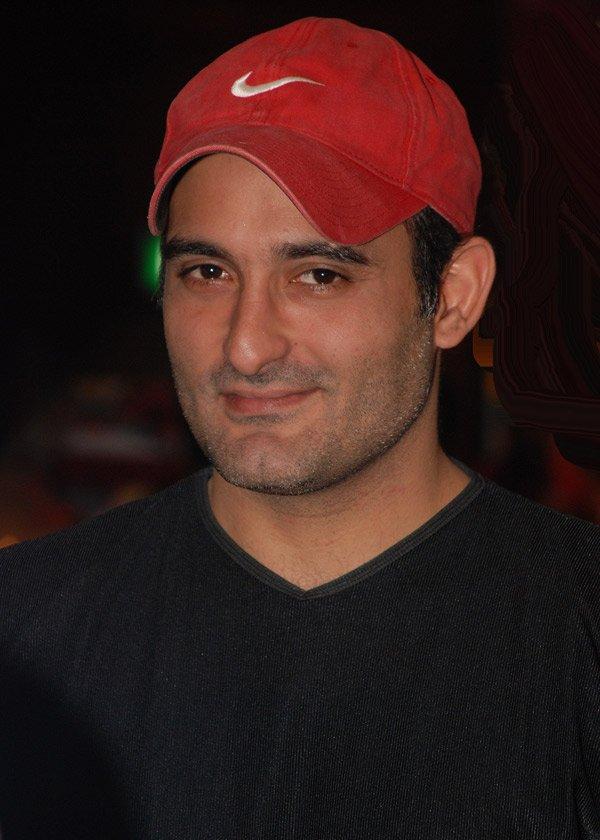
Akshaye Khanna

Akshaye Khanna (Hindi, अक्षय खन्ना, Akṣay Khannā, Akshay Khanna; * 28. März 1975 in Mumbai, Maharashtra) ist ein indischer Filmschauspieler. Er ist ein Sohn des Schauspielers Vinod Khanna; sein Bruder Rahul Khanna ist ebenfalls Schauspieler.

## Werdegang
Akshaye Khanna absolvierte eine Ausbildung am Kishore Namit Kapoor Acting Institute. Seinen ersten Auftritt hatte er 1997, mit 22 Jahren, in Himalaya Putra, einer Produktion seines Vaters. Für seine Rolle in dem im gleichen Jahr erschienenen Film Border erhielt er die Auszeichnung des Filmfare Awards für das beste Debüt. Danach bekam er weitere Rollen, unter anderem in den Filmen Taal, Aa Ab Laut Chalen und dem Thriller Humraaz. Auch spielte er in Komödien, so Hungama und Hulchul – Eine verrückte Lovestory.
Später beteiligte er sich wieder an ernsthafteren Produktionen, so entstanden 2007 Naqaab und Gandhi, My Father. 2008 folgte Race und 2009 Short Cut.

## Filmografie
- 1997: Mohabbat
- 1997: Himalay Putra
- 1997: Border
- 1997: Bhai Bhai
- 1998: Doli Saja Ke Rakhna
- 1998: Kudrat
- 1999: Love You Hamesha
- 1999: Laawaris
- 1999: Dahek: A Burning Passion
- 1999: Aa Ab Laut Chalen
- 1999: Taal
- 2001: Dil Chahta Hai
- 2002: Bollywood Hollywood
- 2003: Hungama
- 2004: Hulchul – Eine verrückte Lovestory (Hulchul)
- 2004: Deewaar
- 2006: Aap Ki Khatir
- 2006: 36 China Town
- 2006  Liebe mit Tricks
- 2007: Salaam-e-Ishq
- 2007: Aaja Nachle – Komm, tanz mit mir
- 2008: Race
- 2009: Short Cut
- 2009: Luck by Chance – Liebe, Glück und andere Zufälle (Gastauftritt)
- 2010: Aakrosh
- 2010: No Problem
- 2010: Tees Maar Khan
- 2012: Gali Gali Chor Hai
- 2017: Mom
- 2023: Royal Blue (Red, White & Royal Blue)

## Auszeichnungen
- 1998: Star Screen Award Most Promising Newcomer - Male für Himalaya Putra
- 1998: Filmfare Best Debut Award für Border
- 2002: Filmfare Best Supporting Actor Award für Dil Chahta Hai
- 2002: Star Screen Awards für Dil Chahta Hai
- 2003: IIFA Best Villain Award für Humraaz
- 2007: Australian Indian Film Festival, Best Performance Award für Gandhi, My Father
- 2009: Star Screen Award Best Villain für Race
- 2009: IIFA Best Villain Award für Race